# Philibert Borie
Pour les articles homonymes, voir Borie (homonymie).
Philibert Borie, né en 1759 et décédé à Saint-Cloud le 31 juillet 1832,,, est un médecin français. Il est maire de Paris par intérim du 7 au 13 juillet 1792, lors de la suspension de Pétion.
Professeur de physiologie, puis de pathologie à la Faculté de Médecine, électeur de la section de la Halle-aux-Blés, notable en 1790, il fut élu au sein de la Commune de Paris et devint officier municipal en 1791 et 1792.
Il est également médecin à l'Hôtel-Dieu de Paris,

## Œuvres
- An causa partus ex uteri fibrarum explicatione non ultra producenda pendeat ? (Praes. Antonio Petro Demours. Cand. Philiberto Borie), Paris, 1785, In-4 °, 4 pages.
- An choreae nocturnae sanitati nocivae ? (Praes. Ludovico Gilberto Boyrot de Joncheres. Cand. Philiberto Borie), Paris, 1785, In-4 °, 4 pages.
- An ad extrahendum calculum difsecanda vesica ? (Praes. Petro Maria Maloet. Cand. Philiberto Borie), Paris, 1786, In-4 °, 4 pages.
- An in calvariae percussionibus cranii perterebratio, eo licet illaeso, quandoque sit celebranda ? (Praes. Petro Maria Maloet. Cand. Philiberto Borie), Paris, 1786, In-4 °, 4 pages.
- Municipalité de Paris. Rapport du Comité de recherches sur l'affaire de La Chapelle, lu au Conseil général de la Commune, le 11 février 1791, par M. Borie,Paris, Lottin aîné et J.-R. Lottin, 1791, In-8° , 14 pages.